# پل کالین (نویسنده)
پل کالین (فرانسوی: Paul Colin‎؛ زادهٔ ۱۵ مهٔ ۱۹۲۰ - درگذشته  ۲۰ مارس ۲۰۱۸) نویسنده و رمان‌نویس اهل فرانسه بود.
وی برندهٔ جوایزی همچون جایزه گنکور شد.